# Röya
Röyalə Yaqub qızı Nəcəfova (Bakoe, 14 juni 1982), beter bekend onder het pseudoniem Röya, is een Azerbeidzjaanse zangeres. Zij heeft zowel Azerbeidzjaanstalige als Turkstalige nummers uitgebracht.

## Discografie

### Albums
- Gel Danış (2008)
- Sənə Ehtiyacım Var (2014)
- The Best Compilations (2015)
- Best Hits (2018)
- Feat. (2018)
- Slow Compilation (2019)
- Best Compilation, Vol. 1 (2019)
- Best Compilation, Vol. 2 (2019)
- Best Compilation, Vol. 3 (2019)
- Best Compilation, Vol. 4 (2019)

### Singles
| - "Gönder" (2012) - "Günahsız Günahım" (2013) - "Gemiciler" (2013) - "Kesin Bilgi" (ft. Ozan Çolakoğlu) (2015) - "Yolun Açık Olsun" (2016) - "Düşürsen Tez-Tez Yada" (2016) - "O Konu" (met Soner Sarıkabadayı) (2017) - "Səndən Başqa" (2018) - "Bilmirdin" (2018) - "Afaki" (2018) - "Mənə Sevgindən Bəhs Et" (2018) - "Problemdi Sevgimiz" (2018) - "İnsanam" (2018) - "Kölge" (met Emil Bedelov) (2019) - "Bağışlaram" (2019) | - "Dama Dama" (2019) - "Unutmaq Lazım" (2019) - "Kimin Belə Sevgilisi Var?" (2019) - "Yaz Ayları" (met Amina) (2019) - "Səni Sevmək Mənə Çok Yaraşır" (2019) - "Dedin Yox" (2019) - "Elə Bilirdim" (2019) - "Nazlı" (2019) - "Məhkumam" (2019) - "Влюблена" (2020) - "Təmənnasız" (2020) - "Sevgilim" (ft. Miri Yusif) (2020) - "Xəbərsiz" (2020) - "Gelme Yaxinima" (met Yashar Celilov) (2020) - "Gic Kimi" (2020) |

- International Standard Name Identifier: 0000 0004 6581 7409
- MusicBrainz: 5f0f4b91-6fd4-4e9d-bd86-5279236cc6cc
- Virtual International Authority File: 9327160486098505180001